# Ugo Amoretti
Pour les articles homonymes, voir Amoretti.
Ugo Amoretti (né le 6 février 1909 à Sampierdarena, quartier de Gênes en Ligurie, et mort le 21 juin 1977 à Savone) est un joueur et entraîneur italien de football, qui jouait au poste de gardien de but.
Sa famille était originaire de Chiusanico, commune d'Impero (province d'Imperia).

## Palmarès
Juventus
- Coupe d'Italie (1) :
  - Vainqueur : 1937-38.

- Championnat d'Italie :
  - Vice-champion : 1937-38.